# Mayo (Kostümbildner)
Mayo (* 15. Februar 1906 als Antoine Malliarakis in Port Said, Ägypten; † 1. Oktober 1990 in Seine-Port, Frankreich) war ein griechisch-französischer Kostümbildner, Filmarchitekt und Maler.

## Leben
Der in Ägypten geborene Sohn eines in jungen Jahren am Bau des Sueskanals beteiligten, griechischen Ingenieurs und einer Französin kam früh in das Land seiner Mutter. In Frankreich studierte er ab 1924 an der École des Beaux-Arts Architektur und arbeitete in den 20er und 30er Jahren vor allem als Maler, gestaltete aber auch Bühnenbilder für Pariser Theater. Seit 1930 besaß er sein eigenes Atelier.
1943 verpflichtete ihn Marcel Carné für die Entwürfe der umfangreichen Kostüme in Kinder des Olymp. Fortan betätigte sich Mayo rund zwei Jahrzehnte lang als Kostümier und Szenenbildner für das französische Kino und war an der optischen Gestaltung einiger Spitzenproduktionen wie René Clairs Der Pakt mit dem Teufel, Jacques Becker Goldhelm sowie einige weitere Inszenierungen Carnés -- Pforten der Nacht, Juliette und Thérèse Raquin -- beteiligt. Meisterliches leistete Mayo vor allem für Literaturverfilmungen sowie für ambitionierte Filmstücke mit historischem Hintergrund (wie etwa die Hollywood-Großproduktion Land der Pharaonen). In der Anfangsphase der Nouvelle Vague wurde Mayo gleichfalls kurzzeitig verpflichtet (Hiroshima, mon amour).
Bereits in den frühen 60er Jahren zog sich Mayo von der Arbeit für das Kino weitgehend zurück. Mitte desselben Jahrzehnts hatte er sich in Rom niedergelassen, um dort wieder als Maler zu arbeiten. Nachdem er sukzessive sein Augenlicht verlor, kehrte Mayo 1984 wieder nach Frankreich zurück. 1986 wurde er vom französischen Staat mit dem Orden Ordre des Arts et des Lettres ausgezeichnet.
Mayos Großneffe ist der Schauspieler Matila Malliarakis (* 1986).

## Filme
als Kostümbildner, wenn nicht anders angegeben
- 1943/45: Kinder des Olymp (Les enfants du paradis)
- 1945: Pforten der Nacht (Les portes de la nuit)
- 1946: Liebesträume (Rêves d’amour)
- 1948: Barry – Der Held von St. Bernhard (Barry)
- 1949: Der Pakt mit dem Teufel
- 1950: Juliette ou la clé des songes
- 1951: Au cœur de la casbah (nur Bauten)
- 1951: Drei Töchter Evas (Trois femmes, trois âmes) (auch Bauten)
- 1951: Goldhelm
- 1952: Mina de Vanghel (auch Bauten)
- 1952: Der scharlachrote Vorhang (Le rideau cramoisi) (auch Bauten)
- 1953: Thérèse Raquin -- du sollst nicht ehebrechen (Thérèse Raquin)
- 1953: Ein Akt der Liebe (Act of Love)
- 1954: Land der Pharaonen
- 1955: Pariser Luft (Cette sacrée gamine)
- 1955: Gervaise
- 1957: Die Abenteuer des kleinen Remi (Sans famille) (auch Bauten)
- 1957: Ein Frauenleben (Une vie)
- 1958: Die sich selbst betrügen (Les tricheurs)
- 1959: Hiroshima, mon amour (nur Bauten)
- 1960: Amélie ou le temps d’aimer
- 1960: Schlag 12 in London
- 1961: Comme un poisson dans l’eau (auch Auftritt)
- 1961: Léviathan
- 1962: Futter für süße Vögel (Du mouron pour les petits oiseaux)
- 1965: Drei Zimmer in Manhattan (Trois chambres à Manhattan) (nur Bauten)
- 1966: Der große Coup von Casablanca (L’homme de Marrakech) (nur Bauten)